# Шегмас (деревня)
Шегмас — деревня в Лешуконском районе Архангельской области. Входит в состав Вожгорского сельского поселения (муниципальное образование «Вожгорское»).

## Географическое положение
Деревня расположена на левом берегу реки Мезенская Пижма, правом притоке реки Мезень. Расстояние до административного центра Вожгорского сельского поселения, села Вожгора, составляет 43 км по прямой. Ближайший населённый пункт сельского поселения, деревня Ларькино, расположен в 8,7 км по прямой, или 10 км пути на автотранспорте по просёлочной дороге.

## Население
| 2002 | 2010 | 2012 |
| ---- | ---- | ---- |
| 79   | ↘34  | ↘21  |

| Население                            | на 1 января 2010 года |
| ------------------------------------ | --------------------- |
| В возрасте до 16 лет                 | 9                     |
| Трудовые ресурсы (из них работающих) | 22 (22)               |
| Пенсионеры                           | 17                    |
| Всего                                | 47                    |
| Прибыло / выбыло (за год)            | 0 / 2                 |
| Родилось / умерло (за год)           | 0 / 1                 |

## Инфраструктура
Жилищный фонд посёлка составляет 2,4 тыс. м², покинутые и пустующие дома — 85 % от общей площади жилищного фонда.